# Katovsko
Katovsko je malá vesnice, část obce Bratronice v okrese Strakonice v Jihočeském kraji. Nachází se asi dva kilometry jihozápadně od Bratronic. Je zde evidováno 7 adres. V roce 2011 zde trvale žili dva obyvatelé.
Katovsko leží v katastrálním území Bratronice o výměře 4,71 km².

## Historie
První písemná zmínka o vesnici pochází z roku 1443, kdy byla zdejší tvrz v majetku Štěpána z Katovska dobyta johanity ze Strakonic vedenými velmistrem Václavem z Michalovic.

## Obyvatelstvo
| Rok            | 1869 | 1880 | 1890 | 1900 | 1910 | 1921 | 1930 | 1950 | 1961 | 1970 | 1980 | 1991 | 2001 | 2011 | 2021 |
| -------------- | ---- | ---- | ---- | ---- | ---- | ---- | ---- | ---- | ---- | ---- | ---- | ---- | ---- | ---- | ---- |
| Počet obyvatel | 47   | 58   | 61   | 49   | 54   | 49   | 41   | 30   | 33   | 23   | 9    | 4    | 2    | 2    | 5    |
| Počet domů     | 6    | 5    | 7    | 7    | 6    | 7    | 7    | 10   | 10   | 6    | 4    | 5    | 6    | 7    | 7    |

## Obecní správa
Při sčítání lidu v letech 1850–1960 Katovsko bylo osadou obce Bratronice v okrese Blatná. V letech 1961–1990 bylo částí obce Záboří v okrese Strakonice. Od 24. listopadu 1990 je opět částí obce Bratronice v okrese Strakonice.

## Další fotografie

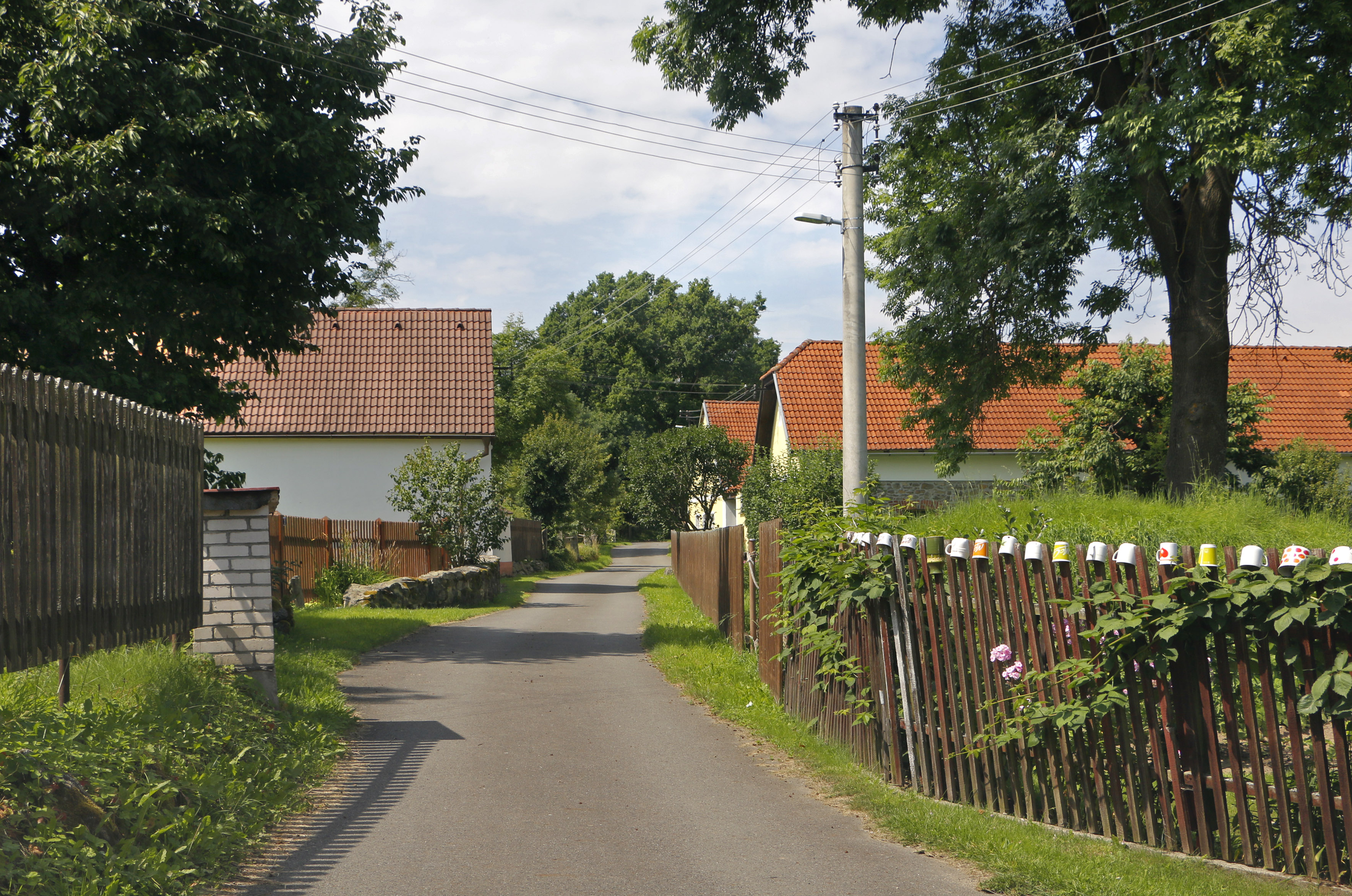
Hlavní silnice
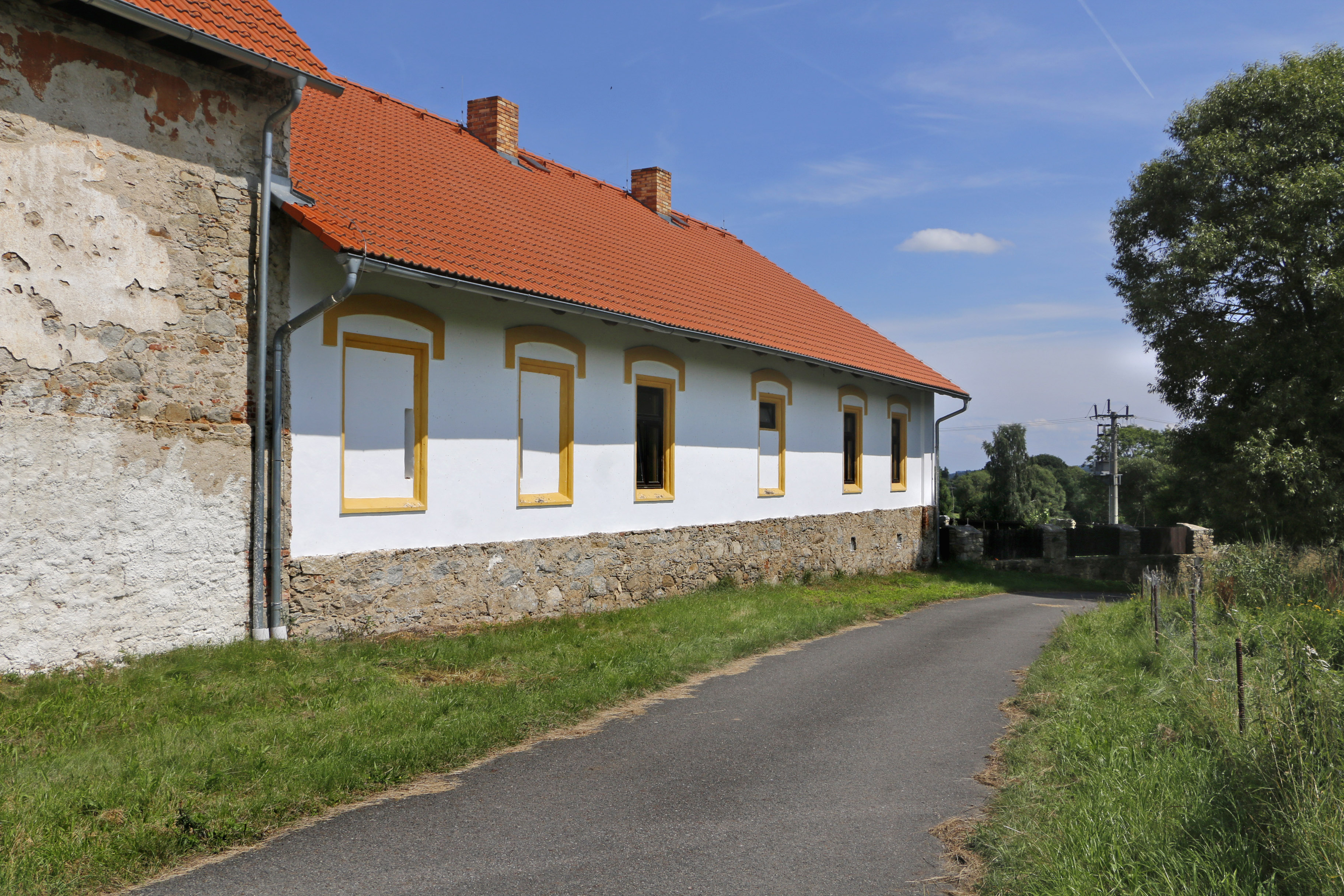
Stodola na západě vsi